# اریکا اندروس
اریکا اندروس (به انگلیسی: Erica Andrews) (زاده ۳۰ سپتامبر ۱۹۶۹-درگذشته ۱۱ مارس ۲۰۱۳) بازیگر، کارآفرین مکزیکی بود.
او یک زن ترنس بود.
او در سال ۲۰۰۶ دوشیزه ملکه بین‌المللی شد.